# Oratorio della Crocetta
L'oratorio della Crocetta, piccolo edificio devozionale, è situato in località Penzale, a 4 km dalla città di Cento, precisamente posizionato all'incrocio tra le vie del Penzale e S.Orsano. Di forma pentagonale, molto probabilmente venne edificato già prima del XIV secolo. Le testimonianze più antiche presenti in due registri di bolle di indulgenza contenuti nell'Inventario ed indice delle scritture di S. Croce risalgono agli anni compresi tra il 1388 e il 1390.
È così denominato non perché fosse riferito al culto della SS.ma Croce, ma perché si trovava su un crocevia di strade che collegavano Bologna-Ferrara e Il Brennero a Lucca passando per Verona e Modena.
La Crocetta era luogo di sosta di pellegrini ed era la principale meta delle processioni penitenziali dei flagellanti. 
Il soprannome dato all'oratorio dai compaesani è quello di: “il chiesolino”.

## Storia

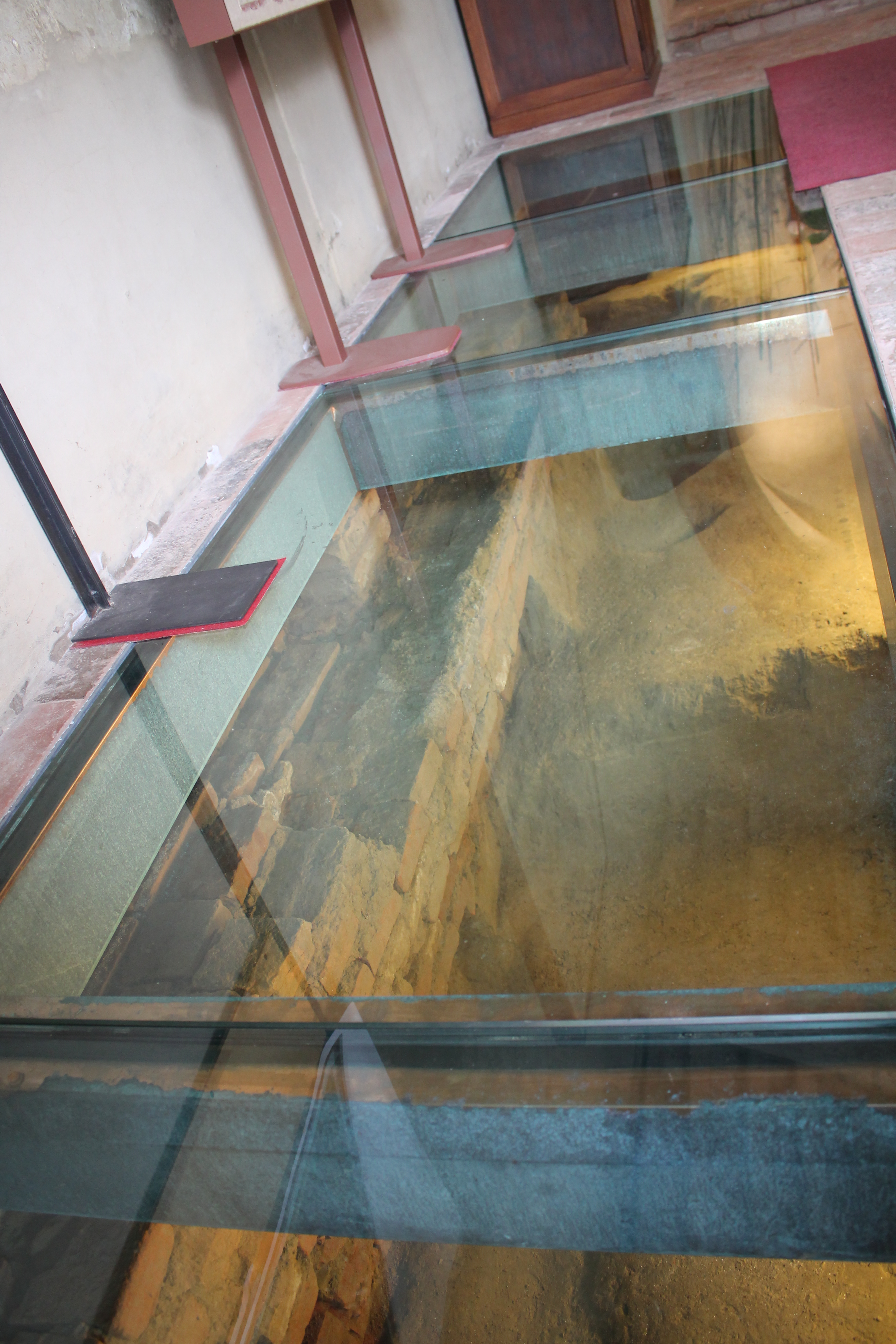
Ritrovamento sepoltura tumulata

La tradizione vuole che fosse “l'antica corte di Cento” e vi risiedeva il Castaldo, o riscuotitore di pubblici dazi.
Le prime documentazioni risalgono al 1371, quando venne ubicato un cimitero per appestati, dove in precedenza era presente l'oratorio.
Le prime notizie sulla presenza di questo edificio vengono menzionate nel 1390 in un documento che parla di un suo ingrandimento. Con l'ampliamento dell'oratorio venne trovata l'unica sepoltura tumulata al suo interno. Si tratta di una fossa scavata nella terra nuda, situata tra l'abside e la navata. Orientata sull'asse nord-sud, venne rinvenuta in posizione disassata rispetto all'altare. Si suppose che la salma appartenesse a un uomo dell'età apparente di 50-55 anni. Trovato in posizione supina, con il volto coperto da un coppo e i piedi adagiati su alcuni mattoni. Vennero ritrovate nel terreno e in mano al defunto monete e anelli, collocabili nella prima metà del 1376.
Nel 1454 la Confraternita della Santissima Croce ne entrò in possesso durante l'anno del sodalizio. Nel 1613 fu visitato dall'arcivescovo Alessandro Ludovisi (futuro Papa Gregorio XV), impegnato in una visita tra le chiese e gli oratori delle zone periferiche dell'arcidiocesi di Bologna.
Alla fine del XVIII secolo l'oratorio passò dalla Confraternita della Santissima Croce a proprietà private, le quali lo destinarono alla recita del Rosario nel mese di maggio.
A causa della trasformazione radicale del territorio di Penzale e all'intenso traffico, che minacciavano di compromettere definitivamente l'edificio, nel 2001 l'ultimo proprietario destinò l'oratorio alla Parrocchia di Penzale. Con la donazione dell'oratorio, venne istituita L'Associazione C.R.O.C.E.T.T.A. onlus che grazie a finanziamenti pubblici e privati, iniziò i lavori per la ristrutturazione che si conclusero nell'autunno del 2004. Il restauro architettonico ha permesso di riconoscere le prime fasi costruttive dell'oratorio, mettendo in luce quattro basamenti laterizi e resti di fondazioni murarie che presentano un perimetro diverso da quello dell'attuale edificio.
All'interno della Crocetta furono trovati frammenti di affreschi: compaiono parti di figuri umane e vesti che potrebbero essere assegnate a immagini di santi. Il 12 settembre del 2004, l'oratorio venne riaperto al pubblico e aveva pienamente recuperato la sua funzione liturgica.

## Affreschi
L’attuale aspetto dell’oratorio, ad aula unica rettangolare ed abside poligonale, viene attribuito al XIV secolo; rifacimenti della facciata sono databili tra la fine del XIX e il XX secolo. Al suo interno si trovano affreschi che rappresentano la SS.ma Croce, la Madonna in Trono e vari santi. Più tardi, sulla facciata sinistra dell’oratorio, vennero trovate firme graffite di pellegrini.
L’edificio fu ampliato nel 1395, e in seguito venne edificato un altro edificio che poi fu distrutto. Nel 1495 vengono attestate processioni devozionali dal centro di Cento verso la Crocetta.
Oggi l’edificio è orientato est-ovest, costruito in mattoni laterizi, composto da arcate cieche a tutto sesto, si presenta ad un'unica navata, con abside pentagonale e copertura a doppio spiovente. 
All’interno della Crocetta furono trovati frammenti di affreschi: compaiono parti di figuri umane e vesti che potrebbero essere assegnate a immagini di santi. 
I santi raffigurati sulle pareti della navata paiono riferirsi tutti a vie di pellegrinaggio e percorsi itinerari, come san Martino e san Donnino, oppure a poteri taumaturgici, facendo supporre che l’oratorio rivestisse una certa importanza anche per le guarigioni che venivano operate.
I muri dell'oratorio, gravemente ammalorati dalle penetrazioni dell'umidità e da grossolani tentativi di recupero.
, continuamente sollecitati dalle vibrazioni prodotte dal passaggio di mezzi pesanti sulla strada che lo rasentava, erano una sede troppo scomoda per le figure dipinte sugli intonaci. 
Gli affreschi della Crocetta appartengono alla tipologia dei “tabelloni votivi” veri proprio ex voto che i devoti facevano realizzare direttamente sulle pareti del luogo in cui volevano ottenere la protezione del Santo o della Vergine; erano doni con lo scopo di fissare la propria preghiera nel tempo e allo stesso tempo per la guarigione dalla malattia. 
All'interno dell'oratorio le preghiere, come l'Ave Maria, sembrava venissero ascoltate e esaudite più che in altri posti.
In epoca precedente a quella dell'esecuzione degli affreschi è stato rilevato un segno architettonico importante: la traccia della aperture laterali conferma l'ipotesi che si trattasse inizialmente di una struttura semi-aperta, una sorta di edicola, che col tempo venne chiusa e modificata per l'evolversi delle esigenze devozionali. 

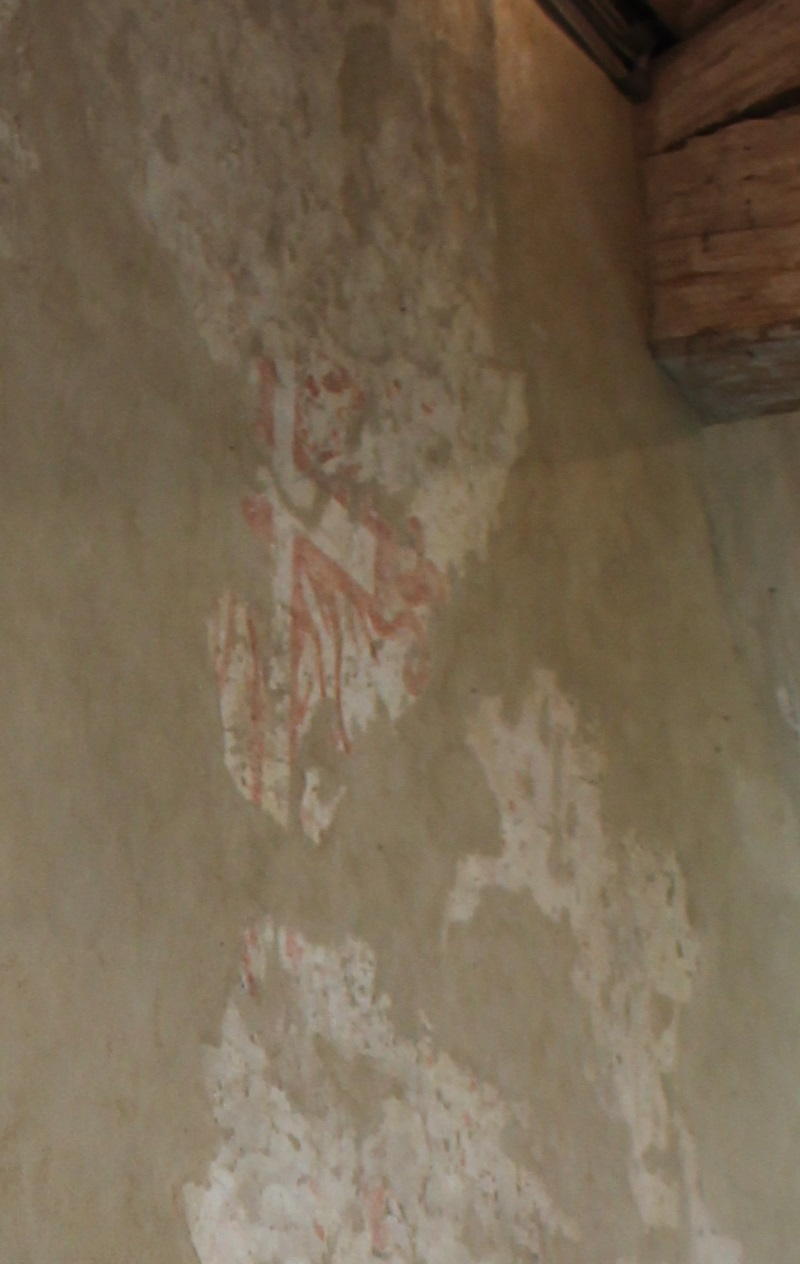
SS.ma Croce

Sulle pareti interne vengono rilevati decine di graffiti rinvenuti su diversi livelli pittorici. Si tratta di segni spontanei collocabili tra il XVI e il XX secolo, alcuni raffigurano l'immagine del Calvario e della Croce. Troviamo in particolare immagini dei lunghi viaggi fatti dai pellegrini nella lontana Terra santa fino al grande cammino per Santiago di Compostela. 
Dopo il restauro gli affreschi, puliti, consolidati e ricontestualizzati sono diventati più leggibili.
Per capire il valore storico-artistico di queste pitture, bisogna inquadrare il significato e la valenza che esse assumono per noi ora. Il primo elemento riguarda la qualità degli affreschi che riescono a rappresentare l'epoca e la situazione di cui essi sono espressione. I dipinti della Crocetta sono piuttosto significativi nella cultura figurativa tra Bologna e Ferrara nel XV-XVI. L'oratorio porta dunque, chiaramente i segni della cultura ferrarese e bolognese.
Il territorio del centopievese, era di devozione molto sentita e diffusa, dove le immagini dei Santi e della Madonna aveva un ruolo di riferimento e aggregazione importante; e molte dovevano essere le figure dipinte, modellate o scolpite sparse nei piccoli borghi e nelle campagne, negli oratori e nei conventi, nelle sedi delle confraternite parrocchiali, nei crocevia delle strade, sotto i voltoni dei portici, persino nelle nicchie poste sul fronte dei fienili. Gli artisti erano operanti della zona: dai maestri di fuori bottega, fino agli artisti locali, artefici con buona padronanza della tecnica e una discreta cultura figurativa.
Per quanto riguarda i dipinti della Crocetta, sulla raffigurazione dei Santi, essi erano dipinti in posizione eretta, con i loro attributi iconografici tradizionalmente ben visibili, rinchiuse entro cornici lineari rettangolari piuttosto semplici.
Con la presenza di un affresco, raffigurante San Cristoforo (viaggiatore, protettore contro la peste e le malattie, con un culto diffusamente legato alle attività ospedaliere) e San Giacomo Maggiore (anch'egli viaggiatore e titolare di una delle più importanti mete dei pellegrinaggi medioevali, il santuario di Santiago di Compostela), si ribadisce l'importanza degli itinerari che attraversavano il centopievese e l'abitudine dei pellegrini di lasciare esplicite testimonianze figurative.
Dopo il restauro della Crocetta sono apparsi nuovi affreschi, e molti sono stati resi più visibili. Entrando nella piccola aula rettangolare, le figure che si addensano sulla parete alla destra dell'ingresso, i santi disposti simmetricamente ai lati dell'arcone d'altare, le tre specchiature dipinte dell'abside pentagonale e la piccola Madonna con Bambino che campeggia sulla parete di sinistra, offrono un colpo d'occhio singolare. Il carattere gotico dell'architettura, le reminiscenze di pellegrini, i segni di sofferenza del loro paesaggio, le immagini di sofferenza e quelle di speranza, sono lo scenario su cui ogni singola figura rivela la sua ragione ed è pronta a raccontare la propria storia. In generale si può affermare che tutti i dipinti sono realizzati a buon fresco, seconda la tradizionale tecnica della pittura su intonaco fresco, ampiamente seguita nelle botteghe tra il basso Medioevo e primo Rinascimento.

### Parete destra

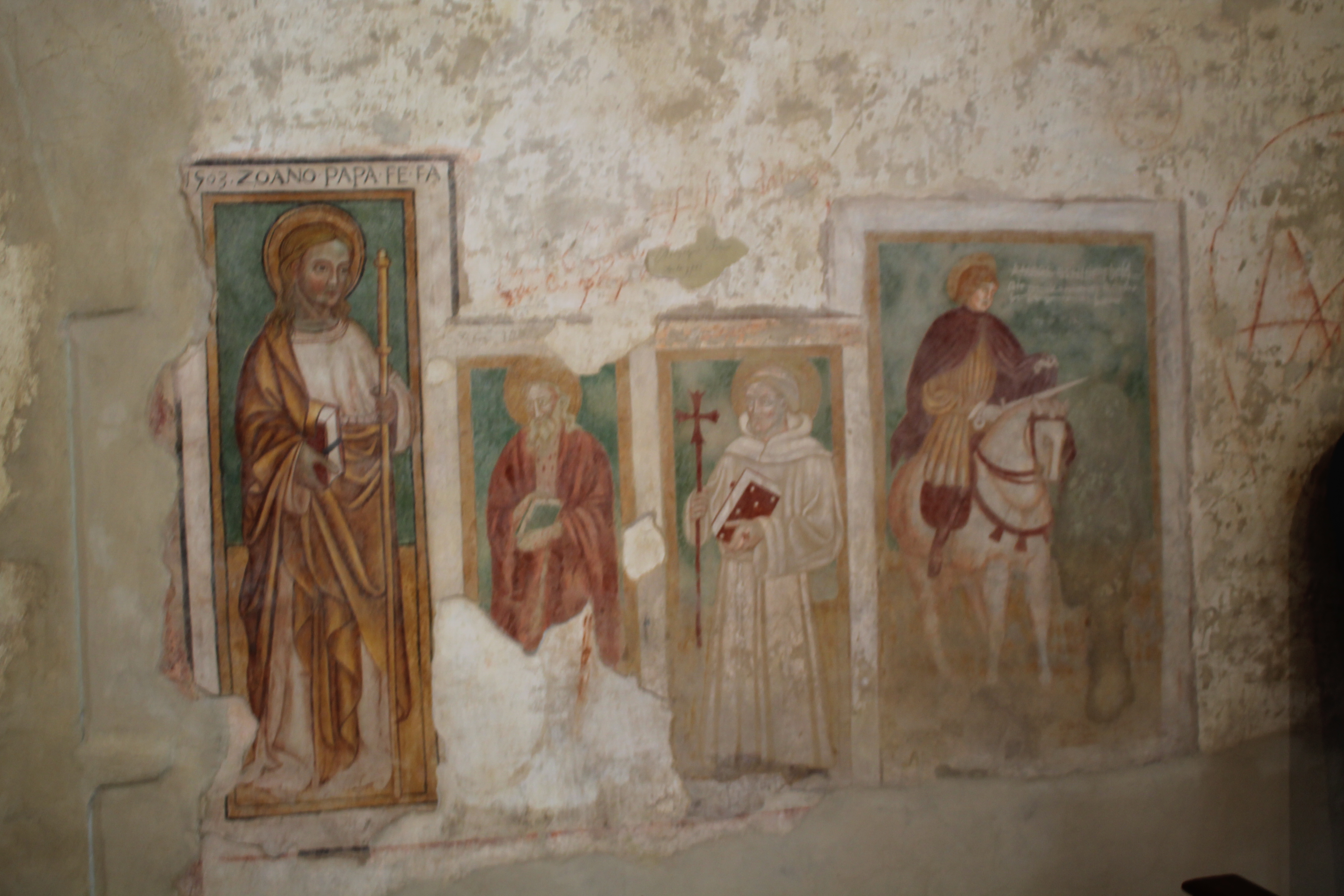
san Giacomo, San Giobbe, San Francesco, San Martino

Sulla parete destra dell'entrata, la partitura si presenta dunque come un palinsesto discontinuo, con almeno tre sovrapposizioni di livelli avvenute presumibilmente in tempi abbastanza ravvicinati; le figure infatti sono suddivise all'interno di tabelloni rettangolari, di diversi formati. Quelle dei santi sulle pareti seguono la tipologia tipica della rappresentazione emblematica, nella quale non sono narrati episodi della vita del Santo, ma egli è raffigurato in posizione eretta e stante, con ben in evidenza i suoi attributi iconografici tradizionali. Ogni figura è inquadrata da un bordo che funge da cornice. In alcuni casi sulla parete superiore del bordo si leggono iscrizioni che fanno riferimento al nome del santo o al committente e la data di esecuzione.

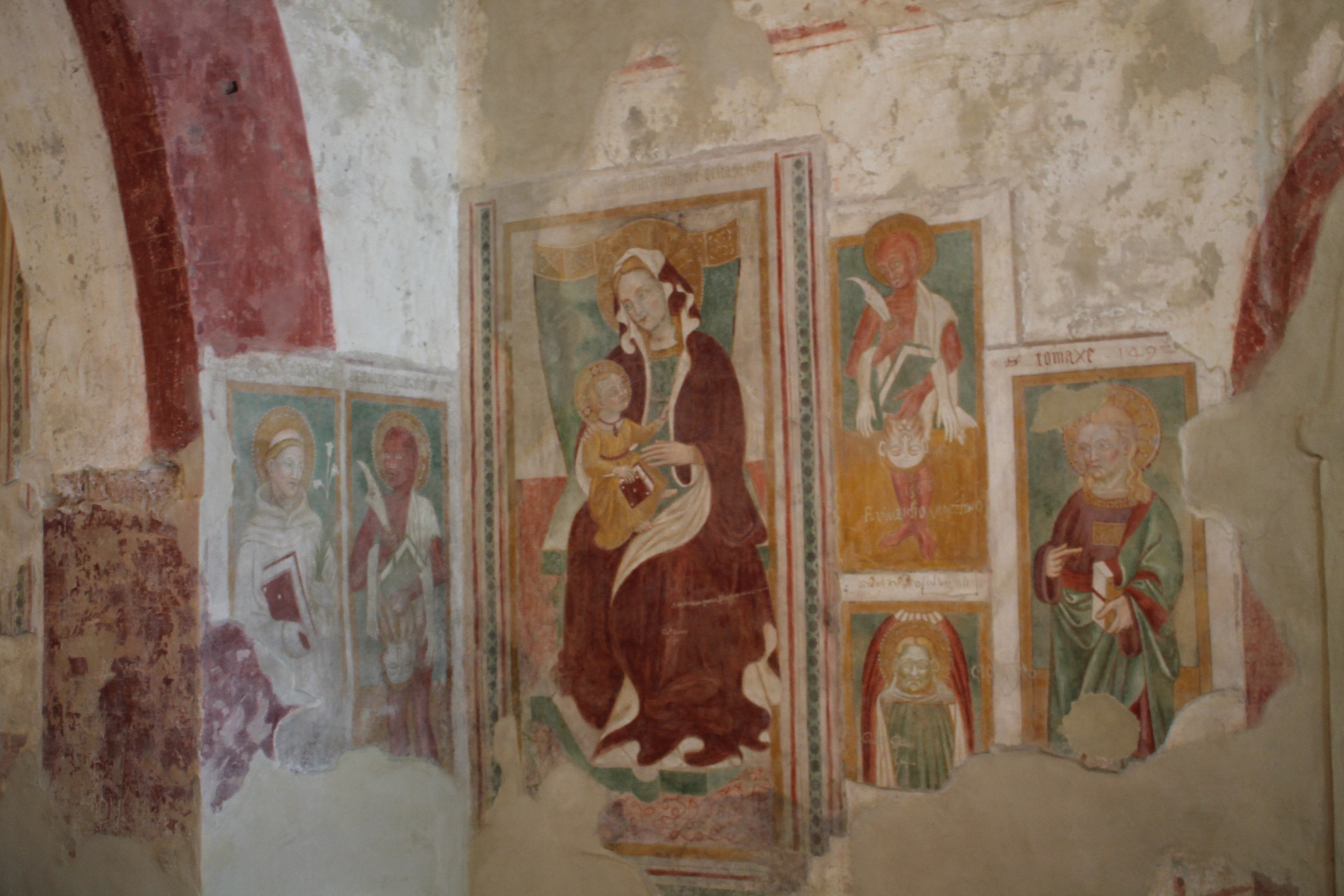
Sant'Antonio di Padova, san Bartolomeo, Madonna, san Donnino, san Tommaso

Il primo dipinto che si incontra, a destra dell'entrata, rappresenta San Martino Di Tours. È raffigurato con i suoi attributi classici, la spada, il cavallo e il mantello. 
La presenza di questo santo, protettore di militari e mercanti, con la devozione di provenienza transalpina, conferma il legame dell'oratorio con pellegrini di passaggio tra nord e sud d'Italia, lungo gli itinerari della Via Francigena. In stretta adiacenza compare l'immagine di San Francesco, rappresentato con il saio, il cordone a tre nodi, la croce, il libro e le stigmate ben evidenti. Il Santo, che predicando la penitenza, vivendo di elemosina e dedicando la vita ai bisognosi, era una delle figure più amate del tardo medioevo, quando veniva invocato contro la povertà e la peste; il suo insegnamento era molto seguito anche in questa zona dove era ampiamente diffusa una spiritualità di ispirazione francescana cui era legata anche quella Compagnia di Santa Maria dell'Annunziata, che per un periodo aveva frequentato assiduamente l'oratorio. 
Sempre nella stessa parete di destra, troviamo la figura di san Giobbe che rappresenta l'emblema del gusto. È protettore dei lebbrosi, dei lazzaretti, dei malati e grazie alla sua pazienza e accettazione del dolore, potrebbe confermare l'antico utilizzo dell'Oratorio come cappella di un “lazzaretto” o più probabilmente di un ospedale sussidiario per appestati.
Sottostante questa figura, troviamo l'apostolo san Giacomo Maggiore, rappresentato con il bastone da viaggiatore e il libro. L'assenza della conchiglia potrebbe ipotizzare che si trattasse di san Giacomo Minore, protettore degli agonizzanti. 
Simmetricamente disposta dall'altra parte dell'arco tamponato, troviamo la figura di san Tommaso: protettore di artisti, architetti, scalpellini, muratori, ma in questo contesto più significativo per il suo valore di testimone della resurrezione di Cristo, l'apostolo è raffigurato con gli attributi della tunica e del libro del Vangelo, anche se l'elemento che più esplicitamente lo identifica è il gesto di indicare il costato. Sottostanti le figure di san Francesco e san Giobbe, troviamo la raffigurazione di san Donnino e san Bartolomeo, dipinti contestualmente dallo stesso pittore. san Donnino è rappresentato come santo cefaloforo, cioè con il capo mozzato tra le mani. 
La presenza di questa figura, chiaramente collegata ai più battuti itinerari di pellegrinaggio che attraversavano la regione, costituisce uno degli elementi di supporto all'ipotesi che l'oratorio fosse luogo di sosta e di preghiera anche per devoti di passaggio.
Secondo il Martirologio Romano l'apostolo Bartolomeo predicò in Armenia e in India, dove compì numerosi esorcismi. Il fratello del re, non riuscendo a farlo abiurare, lo fece scorticare vivo e crocifiggere. Invocato per guarire da convulsioni e crisi nervose, qui è rappresentato secondo l'iconografia più diffusa e icastica, con il corpo interamente scorticato e la pelle rovesciata su un braccio, con ben in evidenza il capo rovesciato dove è leggibile il volto barbuto.
Un altro affresco che troviamo nell'oratorio della Crocetta, è la raffigurazione della Madonna con il Bambino che completa la parete, sovrapponendosi a tutti gli affreschi lungo su tutto il bordo destro.
Le due figure di sant'Antonio e di san Bartolomeo, dipinte al lato destro dell'arcone dell'altare hanno sofferto molto delle infiltrazioni di umidità e sono state davvero a rischi di sparire, ma furono salvate grazie al restauro. Troviamo un'ulteriore immagine, quella di sant'Antonio, anch'essa ricollegata alla spiritualità francescana; si ripete due volte, specularmente, ai lati dell'altare perché si lega ad una devozione molto diffusa, in quanto il santo era invocato come taumaturgo e protettore di diverse categorie, tra cui le donne incinte e sterili, i bambini ammalati e gli orfani. In entrambi i casi è raffigurato giovane, con gli occhi chiari e lo sguardo particolarmente dolce; gli attributi sono il saio francescano, il libro e il giglio, simbolo di purezza.

### Zona absidale

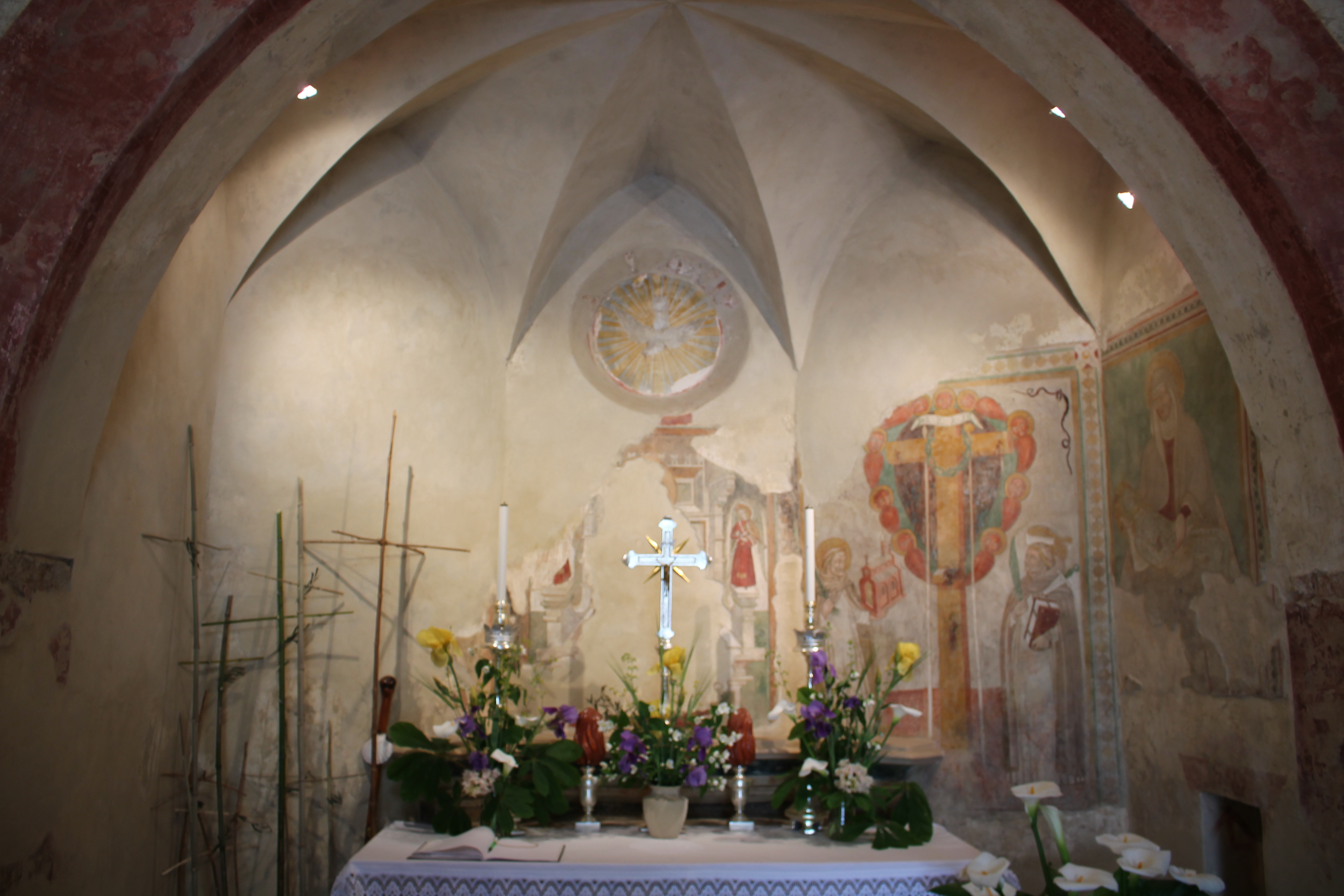
Abside

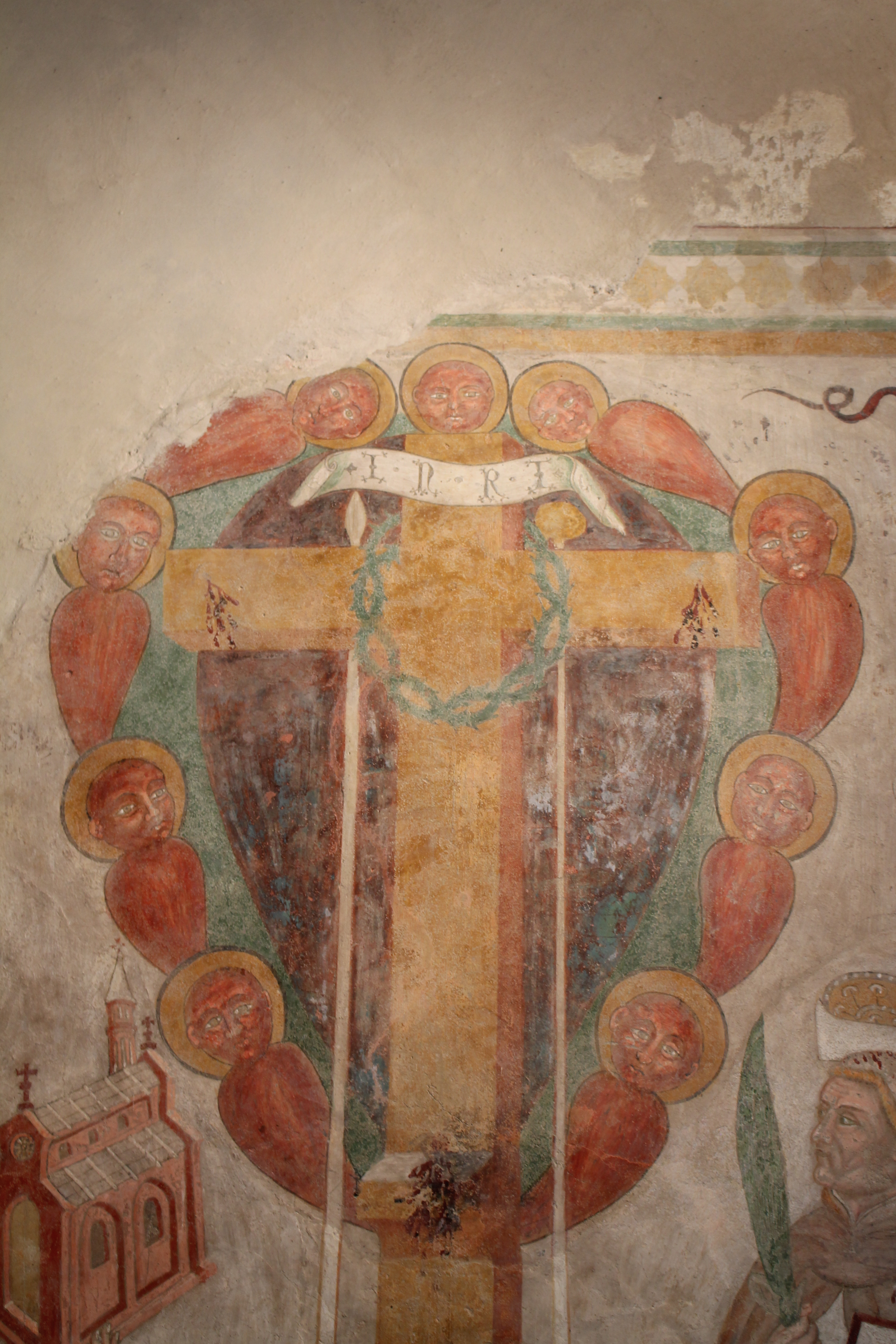
SS.ma Croce

Nella zona absidale, la cui decorazione è con piena evidenza correlata alla dedicazione del Chiesolino e sembra risalire alla fase di più stretto contatto con l'ordine domenicano, figurano le immagini di maggiore complessità.
Troviamo in posizione di rilievo l'affresco con la SS.ma Croce tra San Domenico e San Pietro Martire.
Il legame tematico dei domenicani con la Confraternita della Santissima Croce e la somiglianza del ghirigoro che decora il pavimento con quella visibile nella Madonna con Bambino rimandano al 1491 come possibile datazione.
Il dipinto che occupa maggior rilievo al centro dell'abside, è la Madonna in trono che doveva costruire il fulcro visivo della chiesina; è quasi totalmente perduto, probabilmente a seguito di una crepa verticale che in un momento imprecisato ha determinato il distacco dell'intonaco.
Sempre il restauro e lo scavo, permettono oggi di immaginare che sulla parete di sinistra fosse rappresentato Sant’Antonio Abate, anch'egli dedicatario dell'oratorio, probabilmente in ragione della grande diffusione del suo culto nelle campagne, dove era venerato come protettore degli animali e guaritore dalla malattie erpetiche (Fuoco di Sant'Antonio): un piccolo lembo di saio rimasto sul muro, e alcuni frammenti del volto, della barba e del bastone tipici del santo, ritrovati nel terreno, confermano che il complesso iconografico dell'abside era ispirato ai soggetti più cari e devoti della Crocetta. 
Nulla sappiamo però della quinta parete absidale, sulla quale non rimangono tracce.

### Parete sinistra

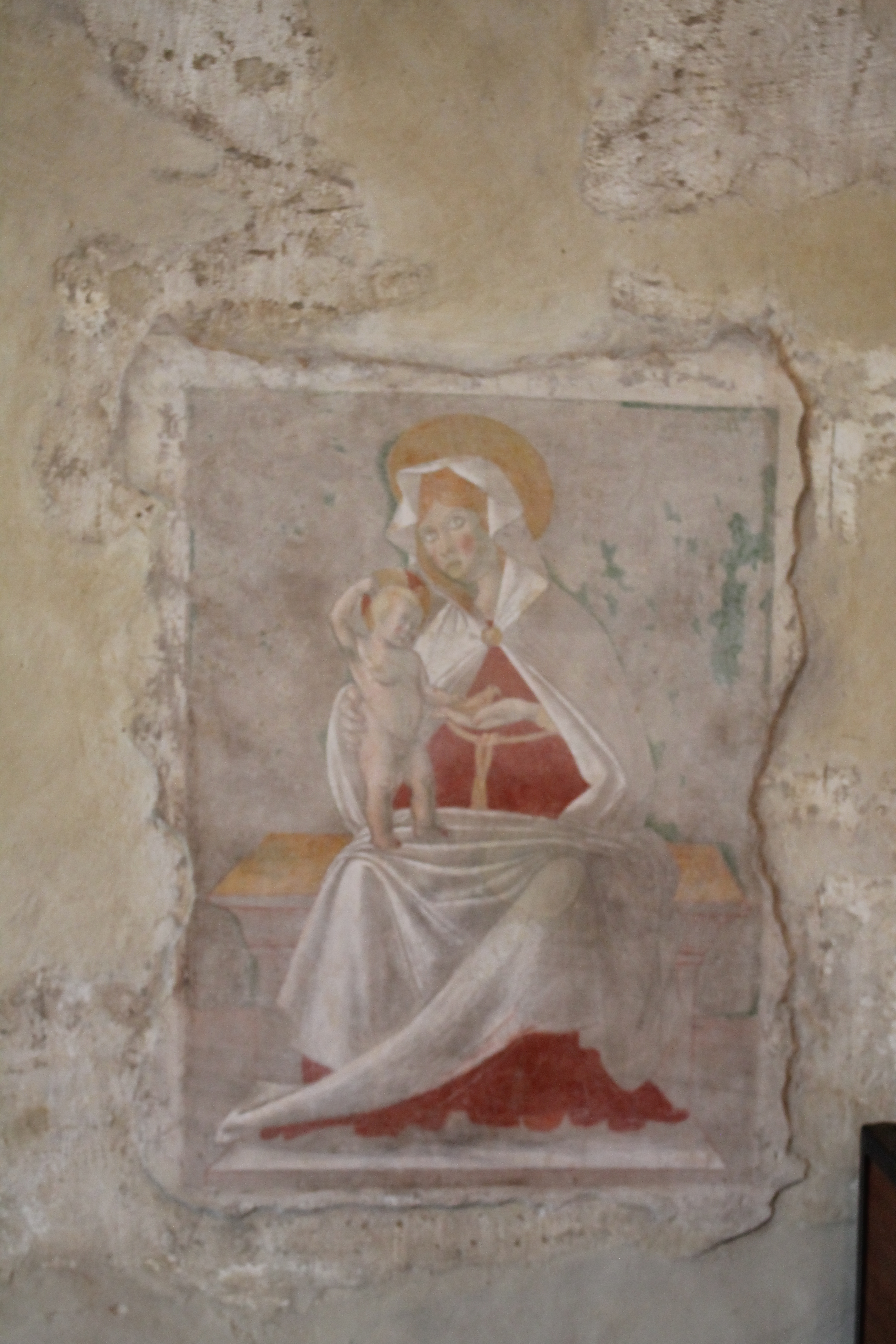
Madonna con il cardellino

Sulla parete sinistra dell'altare, quella che secondo i rilevamenti archeologici sembra essere stata riposizionata rispetto alla fondazioni più antiche, si conserva un'unica raffigurazione collocata sospesa come in galleggiamento sul muro ormai spoglio di ogni altro decoro. 
Quello della Madonna con il cardellino era un tema iconografico piuttosto diffuso tra il Medioevo e Rinascimento, poiché nell'uccellino legato con una cordicella, simbolo della morte e resurrezione di Gesù, si poteva cogliere il segno di una nuova attenzione per il dato naturale, la cui interpretazione sospesa tra simbolismo e sensibilità per il dato affettivo era caratteristica della cultura umanistica.

## Curiosità
L'Oratorio della Crocetta è strettamente legato all'Oratorio di Santa Maria di Corporeno, il quale è posizionato sull'asse Cento-Ferrara e, secondo alcune ipotesi, poteva essere luogo di itinerari di pellegrinaggio e adibito anche a funzione ospedaliera.
C'è un altro legame che collega l'Oratorio con la chiesa di Santa Maria dell'Ospedale. Questo legame era molto stretto nel '300, quando i confratelli iniziarono a recarsi ogni sabato dal centro della città all'Oratorio extraurbano, in processioni flagellanti accompagnate da canti e orazioni. La ragione per la quale la Crocetta sia stata scelta come meta di questi rituali non è ben nota, ma possiamo facilmente immaginare che l'itinerario penitenziale avesse l'obiettivo di mettere in correlazione due luoghi legati dalle medesime finalità devozionali e probabilmente anche assistenziali, e che all'itinerario stesso si potesse attribuire il valore simbolico di un piccolo pellegrinaggio verso la croce.